# Ivančiná
Ivančiná (ungarisch Ivánkafalva – bis 1907 Ivánkófalu) ist eine Gemeinde in der Nord-Mitte der Slowakei mit 93 Einwohnern (Stand 31. Dezember 2024). Sie liegt im Okres Turčianske Teplice, einem Teil des Žilinský kraj und ist Teil der traditionellen Landschaft Turiec.

## Geographie

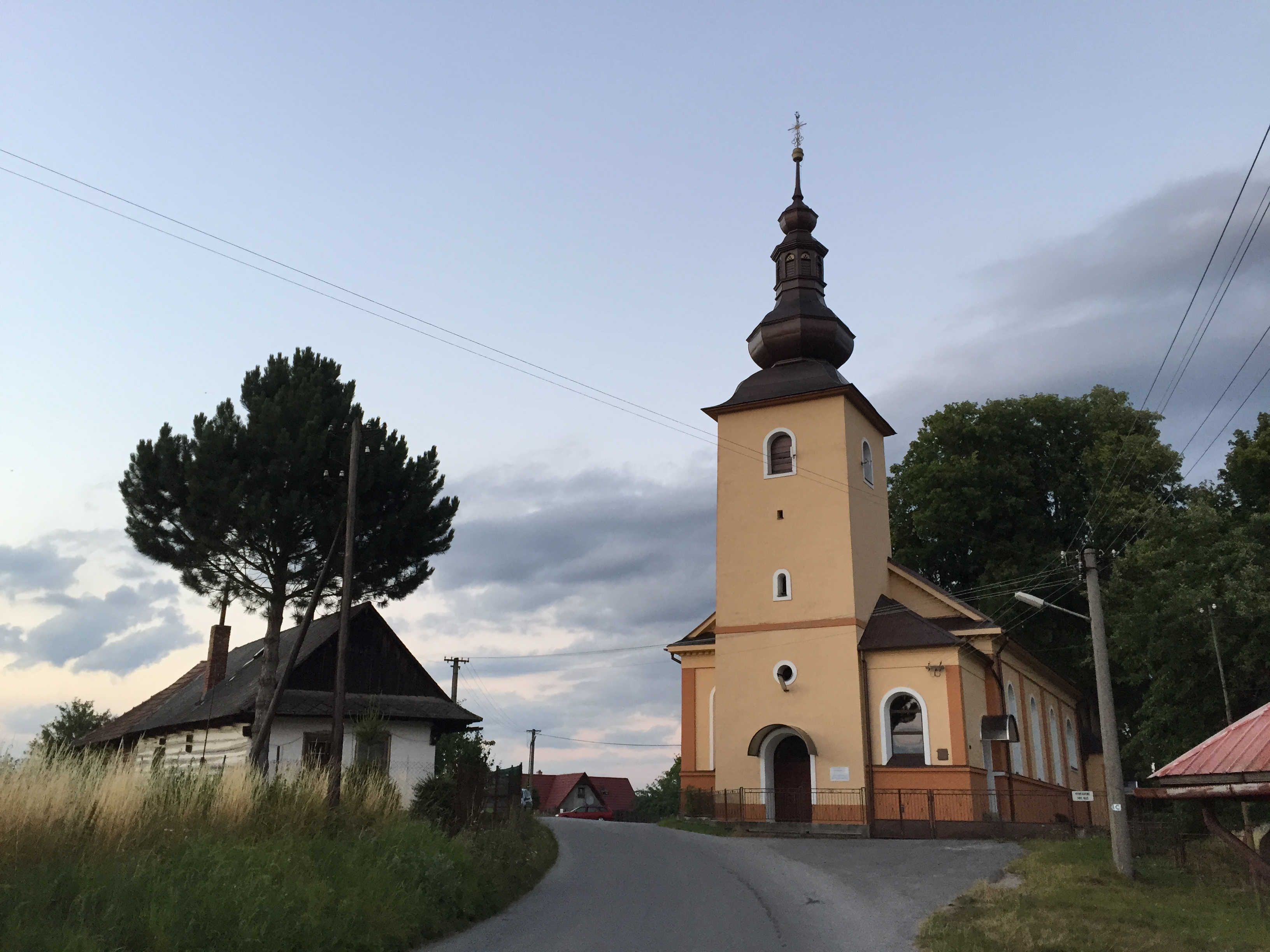
Evangelische Kirche

Die Gemeinde befindet sich im südwestlichen Teil des Turzbeckens am Turiec. Das Ortszentrum liegt auf einer Höhe von 455 m n.m. und ist acht Kilometer von Turčianske Teplice sowie 22 Kilometer von Martin entfernt.
Zur Gemeinde gehört auch der 1991 eingemeindete Ort Dvorec.
Nachbargemeinden sind Jazernica im Norden, Bodorová im Osten, Malý Čepčín im Südosten, Veľký Čepčín im Süden, Slovenské Pravno im Westen und Abramová im Nordwesten.

## Geschichte

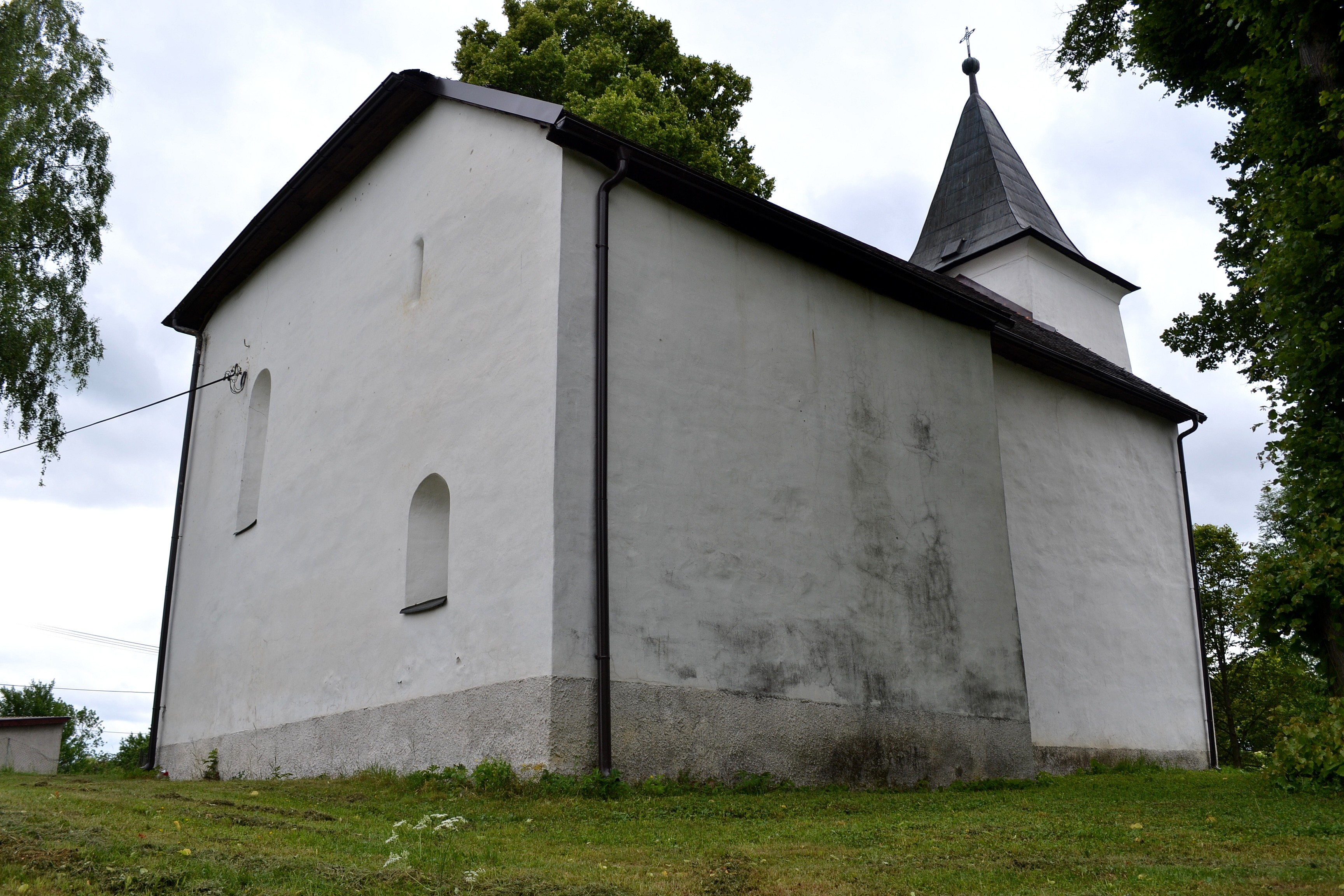
Römisch-katholische Kirche

Auf dem Gemeindegebiet von Ivančiná gab es in der Zeit des Mährerreichs eine slawische Siedlung.
Der heutige Ort entstand auf einem Stück Land am Bach Konotopa, das 1248 Namslav und seine vier Söhne (Ivan, Thomas, Bartholomäus und Nikolaus) erhielten, und wurde zum ersten Mal 1423 als Iwankafalua schriftlich erwähnt. 1430 war das Dorf Besitz des Geschlechts Boda, später der Familien Thurzo, Nyáry sowie anderer. 1785 hatte die Ortschaft 31 Häuser und 196 Einwohner, 1828 zählte man 36 Häuser und 284 Einwohner, die als Landwirte beschäftigt waren.
Bis 1918 gehörte der im Komitat Turz liegende Ort zum Königreich Ungarn und kam danach zur Tschechoslowakei beziehungsweise heute Slowakei. Auch in der ersten tschechoslowakischen Republik blieb Landwirtschaft die Haupteinnahmequelle der Bevölkerung.

## Bevölkerung
| Jahr                | 1994 | 2004    | 2014    | 2024    |
| ------------------- | ---- | ------- | ------- | ------- |
| Anzahl der Personen | 91   | 97      | 92      | 93      |
| Unterschied         |      | +6,59 % | −5,15 % | +1,08 % |

| Jahr                | 2023 | 2024    |
| ------------------- | ---- | ------- |
| Anzahl der Personen | 90   | 93      |
| Unterschied         |      | +3,33 % |

Nach der Volkszählung 2011 wohnten in Ivančiná 94 Einwohner, davon 83 Slowaken und ein Mährer. 11 Einwohner machten keine Angabe zur Ethnie.
35 Einwohner bekannten sich zur Evangelischen Kirche A. B., 30 Einwohner zur römisch-katholischen Kirche und ein Einwohner zur tschechoslowakischen hussitischen Kirche. 12 Einwohner waren konfessionslos und bei 16 Einwohnern wurde die Konfession nicht ermittelt.

## Bauwerke und Denkmäler
- römisch-katholische Kirche St. Johannes der Täufer im frühgotischen Stil aus dem 14. Jahrhundert, 1430 umgebaut und im 17. Jahrhundert um den Turm ergänzt
- evangelische Kirche aus den Jahren 1920–30
- Landadelhaus aus dem 17. Jahrhundert

## Söhne und Töchter der Gemeinde
- Georg Mojsisovics (1799–1861), Chirurg